# الإدارة الساحلية
الإدارة الساحلية هي إدارة في بنين عاصمتها كوتونو وهي أكثر الإدارات سكانا في بنين وهي الأعلي كثافة أيضا .

## الجغرافيا

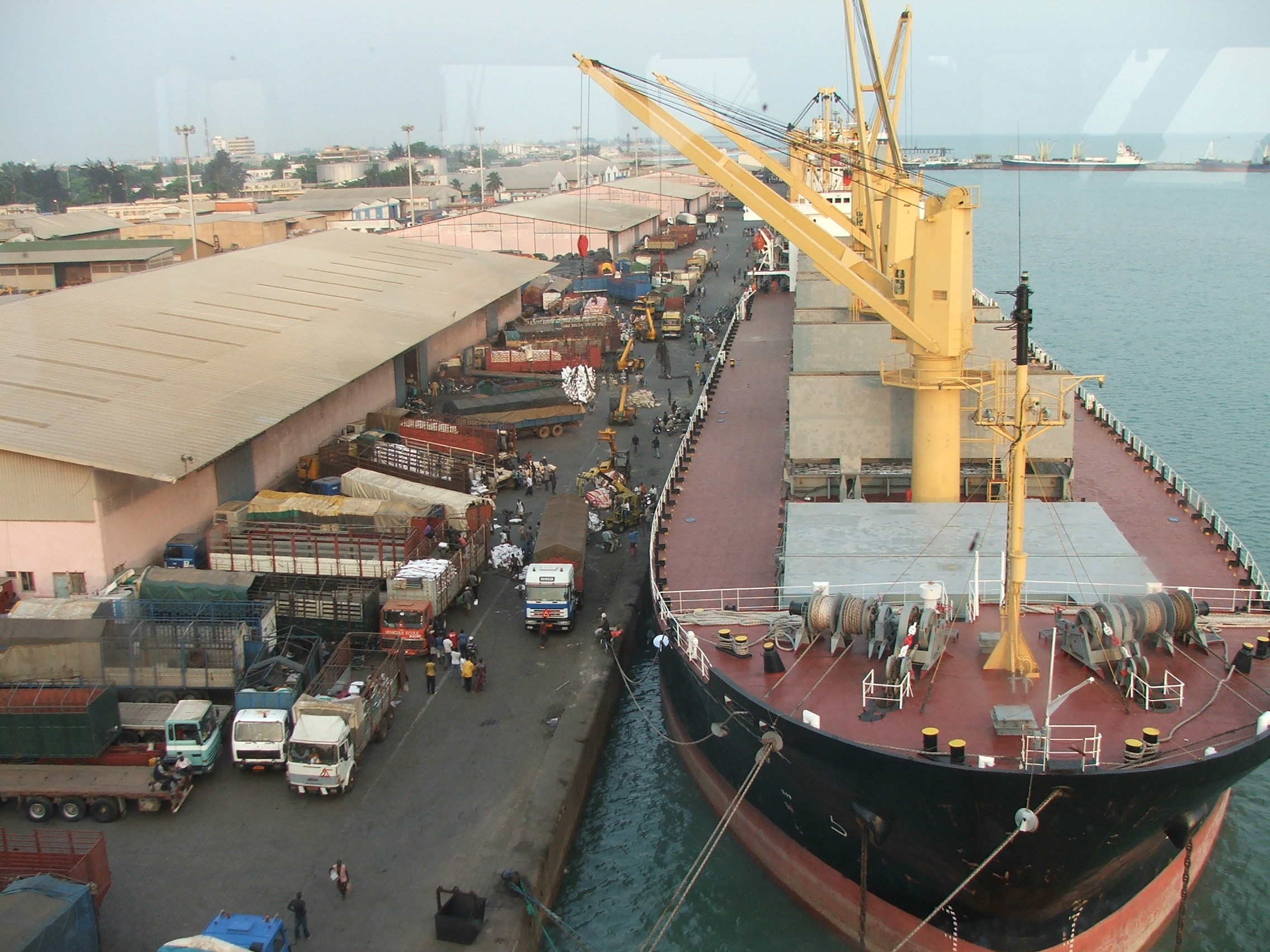
ميناء العاصمة الاقتصادية كوتونو.

تقع الإدارة الساحلية بين إدارتي أويميه وأتلانتيك، الإدارة مطلة على ساحل المحيط الأطلنطي ومليئة بالبحيرات ومستنقعات واسعة. تتكون الإدارة من سهول ساحلية رملية منخفضة منحدرة نحو المحيط الأطلسي. أعلى نقطة في الإدارة يبلغ ارتفاعها 20 مترًا.
تتلقى المناطق الجنوبية من بنين موسمين من الأمطار: الأول من مارس إلى يوليو والثاني من سبتمبر إلى نوفمبر. متوسط هطول الأمطار السنوي في البلاد هو حوالي 1,200 ملم، إلا أن الإدارة الساحلية تشهد هطول أمطار أقل من ذلك.
الصيد في مياه البحيرات والمحيط هي المهنة الرئيسية لسكان الإدارة. اكتشف النفط في بحر الإدارة في الستينيات، وفيها كميات من التيتانيوم وخام الحديد منخفض الجودة والإلمينيت والكروميت.

## السكان
| التعداد الديني            | التعداد الديني            | التعداد الديني | التعداد الديني | التعداد الديني |
| ------------------------- | ------------------------- | -------------- | -------------- | -------------- |
| الدين                     | الدين                     |                | النسبة (%)     | النسبة (%)     |
| الإسلام                   | الإسلام                   |                | 0.9%           | 0.9%           |
| ميثودية                   | ميثودية                   |                | 2.2%           | 2.2%           |
| فودو                      | فودو                      |                | 56.5%          | 56.5%          |
| الكاثوليكية               | الكاثوليكية               |                | 5.9%           | 5.9%           |
| Celestial                 | Celestial                 |                | 5.7%           | 5.7%           |
| مذهب مسيحي آخر            | مذهب مسيحي آخر            |                | 15.2%          | 15.2%          |
| الديانات التقليدية الأخرى | الديانات التقليدية الأخرى |                | 1.4%           | 1.4%           |
| آخر                       | آخر                       |                | 2.6%           | 2.6%           |
| مذهب بروتستانتي آخر       | مذهب بروتستانتي آخر       |                | 5.6%           | 5.6%           |

بلغ إجمالي سكان الإدارة الساحلية 679,012 نسمة (منهم 325,872 من الذكور و353,140 من الإناث) في تعداد 2013. جميع سكان الإدارة حضر، وبلغت نسبة النساء في سن الإنجاب (15 إلى 49 عامًا) 28%. عدد السكان الأجانب في المقاطعة إلى 57,516، أي ما يعادل 8.5% من إجمالي السكان. وبلغ معدل مشاركة الأجانب (الذين تتراوح أعمارهم بين 15 و64 عامًا) في القوى العاملة 40.7%. أما عدد الأسر في الإدارة فبلغ 166,433 أسرة بمتوسط حجم أسري قدره 4.1 أفراد.
بلغ متوسط سن النساء عند الزواج الأول 23.4 عامًا، ومتوسط العمر عند الولادة الأولى 29 عامًا. بلغ مؤشر خصوبة المرأة 3.7. وكان متوسط عدد الأسر في كل منزل 1.1، في حين بلغ متوسط عدد الأشخاص في الغرفة 1.7. مجموع القوى العاملة فيها 253,892 شخصًا، منهم 46% من النساء. لم تحصل 21.1% من الأسر على أي مستوى تعليمي، وبلغت نسبة الأسر التي لديها أطفال يذهبون إلى المدرسة 88.5%. أما معدل المواليد الخام فكان 33.6، ومعدل الخصوبة العام 120.1، ومعدل التكاثر الإجمالي 1.8.

## الاقتصاد
المهنة الرئيسية في المنطقة هي صيد الأسماك في المياه العذبة ومياه البحر. واكتشاف النفط في 1960 في المناطق البحرية، في حين التيتانيوم، وخام الحديد، وإلمينيت والكروميت هي المعادن الرئيسية.

## التقسيمات الإدارية
أنشئت الإدارة الساحلية من أجزاء من إدارة أتلانتيك في عام 1999، عاصمتها هي مدينة كوتونو أكبر مدن بنين وعاصمتها الاقتصادية والبلدية الوحيدة بالإدارة. هي الإدارة الأصغر بين جميع إدارات البلاد.
تنقسم بلدية كوتونو إلى 13 دائرة تحتوي على 165 حيًا. يدير البلديات والمجالس البلدية ممثلين منتخبين، أجريت الانتخابات الأخيرة لهذه المجالس في مايو 2020، أثناء جائحة فيروس كورونا.